# Heterolacurbs ovalis
Heterolacurbs ovalis is een hooiwagen uit de familie Biantidae.